# Mohamed Yekhlef
 (avril 2011).
Si vous disposez d'ouvrages ou d'articles de référence ou si vous connaissez des sites web de qualité traitant du thème abordé ici, merci de compléter l'article en donnant les références utiles à sa vérifiabilité et en les liant à la section « Notes et références ».
Mohamed Yekhlef (né le 12 janvier 1981 à Tlemcen) est un footballeur algérien.

## Biographie
Il commence sa carrière de footballeur et évolue au WA Tlemcen le club de sa ville natale jusqu'en 2005. Il évolue de 2011 à 2013 à l'USM Alger.

## Palmarès
Palmarès avec le WA Tlemcen :
- Coupe d'Algérie (1)
  - Vainqueur : 2002

 Palmarès avec l'ES Sétif :
- Championnat d'Algérie (2)
  - Champion : 2007, 2009 avec l'ES Sétif
- Coupe d'Algérie (1)
  - Vainqueur : 2010
- Supercoupe d'Algérie
  - Finaliste : 2007
- Coupe de la CAF
  - Finaliste : 2009
- Ligue des Champions arabes (2)
  - Vainqueur : 2007, 2008
- Coupe nord-africaine des clubs champions (1)
  - Vainqueur : 2009
- Coupe nord-africaine des vainqueurs de coupe (1)
  - Vainqueur : 2010
- Supercoupe de l'UNAF
  - Vainqueur : 2010